# Millennium (musikalbum)
För andra betydelser, se Millennium (olika betydelser).
Millennium är pojkbandet Backstreet Boys tredje studioalbum. Det var bandets första skiva som släpptes både i Europa och USA samtidigt och även den skiva som fick bandet att slå igenom även i hemlandet, USA, där den sålde 11 miljoner exemplar under 1999. Millennium blev femfaldigt Grammy-nominerad och sålde platina i 45 länder.
Den första singeln som släpptes från albumet är Larger Than Life av Max Martin, Kristian Lundin och Brian Littrell. Låten är tillägnad bandets fans. Albumet är bandets första som producenten Denniz Pop inte är delaktig i då han dog i cancer 1998. Låten Show Me the Meaning of Being Lonely är delvis dedicerad till honom och i musikvideon syns en buss med destinationen Denniz St.

## Låtlista
1. "Larger Than Life" – 3:52
2. "I Want It That Way" – 3:33
3. "Show Me the Meaning of Being Lonely" – 3:54
4. "It's Gotta Be You" – 2:58
5. "I Need You Tonight" – 4:25
6. "Don't Want You Back" – 3:30
7. "Don't Wanna Lose You Now" – 3:59
8. "The One" – 3:46
9. "Back to Your Heart" – 4:24
10. "Spanish Eyes" – 3:56
11. "No One Else Comes Close" – 3:45
12. "The Perfect Fan" – 4:16